# Tessère de Bathkol
Bathkol Tessera
Pour les articles homonymes, voir Bathkol.
La tessère de Bathkol (désignation internationale : Bathkol Tessera) est un terrain polygonal situé sur Vénus dans le quadrangle de Pandrosos Dorsa. Il a été nommé en référence à Bathkol, déesse du destin dans l'Israël ancien.